# WFDA世界マーシャルアーツ王座
WFDA世界マーシャルアーツ王座（ダブリュー・エフ・ティー・エーせかいマーシャルアーツおうざ）は、FMWが管理、WFDA（WWA・FMW・DILA・アソシエーション）が認定していた王座。

## 歴史
WWA世界ブラスナックル王座を事実上引き継いだ王座で世界ブラスナックル王座が後身に当たる。
1991年2月、FMW、WWA、ソビエトの格闘技組織「DILA」が王座認定組織「WFDA」を発足してWFDA世界王座を創設。2月27日、FMW後楽園ホール大会でFMWのエースである大仁田厚、DILAのエース格であるグリゴリー・ベリチェフによる初代王座決定戦が行われてベリチェフが勝利して初代王者になった。5月29日、FMW大田区体育館大会で大仁田は古傷の膝を故障したうえ肩も脱臼するという満身創痍の状態ながらも、10カウントKOでベリチェフに雪辱を果たした大仁田が第2代王者になった。東京スポーツと内外タイムスは共に「大仁田は人間ではない、トウカイテイオーだ」というニュアンスの見出しを付けて大きく報じている。その後、WFDA世界マーシャルアーツ王座は成長著しかったビッグ・タイトン、FMWに在籍時で唯一のシングル王座を獲得したターザン後藤、FMWの異種格闘技路線の新たな壁になったレオン・スピンクスへと渡る。このように当初、FMWの特色の一つだった異種格闘技路線を軸にした王座だった。
1992年5月24日、FMW有明コロシアム大会で王者のスピンクス、挑戦者の大仁田によるタイトルマッチ及び異種格闘技ノーロープ金網デスマッチが行われて大仁田が勝利して第6代王者になった。大仁田は「異種格闘技戦は（今後）メインでは行わない」とコメント。その後、FMWは大仁田を始めとする「FMW正規軍」、ザ・シークが率いる「シーク軍団」による抗争が主軸になって徐々にデスマッチ路線へと一本化。旗揚げ当初に掲げていた「総合格闘技団体」の色が薄まっていった。さらに「シーク軍団」の隠し玉的存在としてタイガー・ジェット・シンが参戦。8月、負傷した王者のシークが独断でシンを第8代王者に認定するという異例の事態が起きた。9月19日、FMW横浜スタジアム大会で王者のシン、挑戦者の大仁田によるタイトルマッチ及びノーロープ有刺鉄線電流地雷爆破デスマッチが行われて大仁田が勝利して第9代王者になった。
1993年、大仁田がWFDA世界マーシャルアーツ王座を返上。同年、世界ブラスナックル王座の創設により、WFDA世界マーシャルアーツ王座は事実上封印状態となる。

## 歴代王者
| 歴代  | 選手                     | 戴冠回数 | 獲得日付      | 獲得場所 （対戦相手・その他） |
| ----- | ------------------------ | -------- | ------------- | ----------------------------- |
| 初代  | グリゴリー・ベリチェフ   | 1        | 1991年2月27日 | 後楽園ホール 大仁田厚         |
| 第2代 | 大仁田厚                 | 1        | 1991年5月29日 | 大田区体育館                  |
| 第3代 | ビッグ・タイトン         | 1        | 1992年1月15日 | 兵庫県立文化体育館            |
| 第4代 | ターザン後藤             | 1        | 1992年1月30日 | 大阪府立体育会館第2競技場     |
| 第5代 | レオン・スピンクス       | 1        | 1992年3月25日 | 後楽園ホール                  |
| 第6代 | 大仁田厚                 | 2        | 1992年5月24日 | 有明コロシアム                |
| 第7代 | ザ・シーク               | 1        | 1992年6月25日 | 札幌中島スポーツセンター      |
| 第8代 | タイガー・ジェット・シン | 1        | 1992年8月     | 日本 ザ・シークが王者に認定   |
| 第9代 | 大仁田厚                 | 3        | 1992年9月19日 | 横浜スタジアム 1993年返上     |